# 王上菲
王上菲（1996年3月26日—），本名王馨渝，臺灣女演員，大學時曾為健身房有氧老師，2018年於《女兵日記》飾演「王尚菲」一角而出道，後接續演出《初戀的情人》的「江曉薇」與《女兵日記》一系列續集。

## 演出作品

### 電視劇
| 年份   | 頻道                | 劇名                   | 飾演         |
| 2018年 | TVBS歡樂台、台視    | 女兵日記               | 王尚菲       |
| 2018年 | TVBS歡樂台          | 初戀的情人             | 江曉薇       |
| 2019年 | TVBS歡樂台、台視    | 女兵日記女力報到       | 王尚菲       |
| 2019年 | TVBS歡樂台、中視    | 女力報到－小資女上班記 | 王尚菲       |
| 2020年 | TVBS歡樂台、中視    | 女力報到－愛神出任務   | 王尚菲       |
| 2020年 | TVBS歡樂台、中視    | 女力報到－最佳拍檔     | 王尚菲       |
| 2020年 | TVBS歡樂台          | 女力報到－正好愛上你   | 王尚菲       |
| 2020年 | TVBS歡樂台          | 女力報到－最美的約定   | 王尚菲／琪琪 |
| 2020年 | TVBS歡樂台          | 女力報到－好運到       | 王尚菲       |
| 2021年 | TVBS歡樂台          | 女力報到－愛情公寓     | 王尚菲       |
| 2021年 | TVBS歡樂台          | 女力報到－男人止步     | 王尚菲       |
| 2021年 | TVBS歡樂台          | 女力報到－男人止步2    | 王尚菲       |
| 2021年 | TVBS歡樂台          | 女力報到－愛的故事     | 王尚菲       |
| 2021年 | TVBS歡樂台          | 機智校園生活           | 王尚菲       |
| 2022年 | 中視、中天娛樂台    | 台灣X檔案              | 許亦菲       |
| 2024年 | TVBS歡樂台、LINE TV | 秘書俱樂部             | 張小婷       |
| 2025年 | 東森戲劇台          | 惡靈世界               | 江玲         |

### 電影
| 年份   | 頻道       | 劇名                       | 飾演          |
| 2023年 | 緯來電影台 | 開心鬼（緯來自製電視電影） | 張芸倩/張曼柔 |

### 微電影／短片
| 年 份  | 作 品                         |
| 2018年 | 《世新愛情故事－stand by me》 |

### 音樂錄影帶
| 2020年 | TVBS | 《防疫多點愛—微笑的力量》 |

## 節目通告
- 東森綜合台《全民星攻略》
- 中視《飢餓遊戲》
- 衛視中文台《歡樂智多星》

## 電視廣告
- 麥當勞《食安篇》

## 平面廣告
- 大魯閣

## 外部連結
- 王上菲 Nysa的Facebook專頁
- 王上菲 Nysa的Instagram帳戶